# Алексеев, Владимир Николаевич (энтомолог)
Алексе́ев Влади́мир Никола́евич (род. 18 октября 1951, Орехово-Зуево, Московская область, СССР) — советский и российский энтомолог, историк, просветитель, организатор. Один из ведущих в мире специалистов по систематике перепончатокрылых надсемейства Ceraphronoidea. Автор около 50 научных трудов по энтомологии, в том числе двух коллективных монографий. Автор учебных пособий по зоологии и научно-популярных книг о животных и энциклопедий по биологии. Основатель и председатель некоммерческой общественной организации «Воронцовское общество» — организации, занимающейся исследованием дворянских родов Воронцовых и Воронцовых-Дашковых. В рамках общественной организации «Воронцовское общество» организовал 30 конференций и издал несколько выпусков «Трудов Воронцовского общества». Опубликовал более 60 научных работ по истории, в том числе монографии.

## Биография
Родился в Орехово-Зуево Московской области в семье служащих. В 1974 году с отличием окончил биолого-химический факультет Орехово-Зуевского педагогического института по специальности «учитель биологии и химии». В 1974—1975 годах проходил службу в Советской Армии на строительстве Байкало-Амурской магистрали. В 1976—1982 гг. - сотрудник отдела энтомологии Зоологического музея МГУ. В 1982—2021 годах занимался преподавательской работой в Орехово-Зуевском пединституте (в дальнейшем Государственный гуманитарно-технологический университет) на должностях старшего преподавателя, доцента, и заведующего кафедрой зоологии.

## Научная деятельность
В 1981 году в Ленинградском университете защитил диссертацию по специальности «Энтомология» (систематика перепончатокрылых насекомых). В 2011 году во Владимирском государственном университете защитил диссертацию по специальности «Отечественная история». Автор или соавтор нескольких монографий по энтомологии и учебных пособий по биологии для школьников, а также трудов по отечественной истории. Имеет свыше 300 печатных работ по биологии, отечественной истории, истории Русской Православной Церкви, краеведению. Описал более 20 новых для науки видов перепончатокрылых насекомых, в том числе два ископаемых вида из янтаря (Conostigmus antiquus Alekseev, 1995 и Conostigmus dolicharthrus Alekseev & Rasnitsyn, 1981). В честь В. Н. Алексеева назван вид перепончатокрылых насекомых Asiacentistes alekseevi (Belokobylskij, 1992) — типовой вид рода Asiacentistes.

## Педагогическая деятельность
За 40 лет преподавания в вузе читал курсы: зоология беспозвоночных, зоология позвоночных, биогеография, этология, динамическая и историческая геология, экология, картография, охрана природы, краеведение, музееведение, концепции современного естествознания. Преподавал биологию в школах Московской, Владимирской и Ярославской областях. Автор учебных пособий по биологии для средней и высшей школы, а также курса лекций «Зоогеография» и учебного пособия по краеведению «Моя малая Родина».

## Общественная деятельность
Один из основателей некоммерческой общественной организации «Воронцовское общество», изучающей дворянские роды Воронцовых, Дашковых и Воронцовых-Дашковых. С 1991 г. — сопредседатель, с 2006 г. — председатель «Воронцовского общества». С 1991 года и на протяжении более чем 30 лет являлся организатором ежегодных «Воронцовских чтений», редактоом «Трудов Воронцовского общества». Профессор РАЕ. Член Совета Российской генеалогической федерации. Член Русского энтомологического общества и Русского географического общества. Действительный член Академии Российской словесности.

## Просветительская деятельность
Неоднократно принимал участие в качестве ведущего телевизионных фильмов по истории русской дворянской усадьбы. Доказал, что город Орехово-Зуево ведёт свою историю с 1209 года, когда располагавшееся на его месте поселение «Волочек» было упомянуто в летописях. Инициатор установления памятника герою Чесменского сражения контр-адмиралу С. П. Хметевскому в г. Переславль-Залесский и мемориальной доски воинам-разведчикам ВОВ в посёлке Мишневичи Витебской области Республики Беларусь.
Книги Алексеева отмечались дипломами издательств и выставок.

## Награды и звания
- Медаль «В память 850-летия Москвы»[1]
- Медаль «За строительство Байкало-Амурской магистрали»[1]
- Знак Московской областной Думы «За трудовую доблесть»
- Медали Русской Православной Церкви и Союза писателей РФ,
- Медаль «Ревнителю просвещения» от Российской академии словесности[1]
- Награды Республики Беларусь: знак «За заслуги перед Полоцком»,
- Медаль «75 лет освобождения Беларуси от немецко-фашистских захватчиков»
- Медаль республики Беларусь «75 лет Победы в Великой Отечественной войне»
- Орден Св. Станислава 3 ст. Российского Императорского Дома
- Орден Св. Анны 3 ст. Российского Императорского Дома[6]
- Литературная премия имени Алеся Савицкого (Республика Беларусь)
- Медаль Союза писателей России «За мастерство и подвижничество во благо русской литературы»[6]
- Серебряная медаль Санкт-Петербургского Морского собрания "В память 250-летия Чесменской битвы"
- Заслуженный работник образования Московской области[1]
- Почётный гражданин Петушинского района Владимирской области[1]

## Научные труды

### Основные труды по энтомологии
Алексеев открыл и описал новые для науки таксоны: 2 рода и более 20 видов паразитических перепончатокрылых из Европы, Азии и Северной Америки. Соавтор нескольких крупных определителей и каталога по энтомофауне.
1. Надсемейство Ceraphronoidea. — В кн. Определитель насекомых Европейской части СССР. Т. 3. Ч. 2. — Л.: Наука, 1978. — С. 664—691.
2. Новый для фауны Палеарктики род Basoko Risbec (Hymenoptera, Ceraphronoidea) и определительная таблица родов церафроноидных наездников // Энтомол.обозр., 1978. Т. VII. N 3. — С. 654—660.
3. The unusual structures of metasoma’s morphology of Ceraphronoidea (Hymenoptera). XVII International Congress of Entomology. Abstract Volum. Hamburg. 1984. — P. 75.
4. Наездники-авлациды (Hymenoptera, Evanioidea, Aulacidae) Восточной Сибири и Дальнего Востока СССР. В кн.: Перепончаткорылые Дальнего Востока и Восточной Сибири. Владивосток: ДВНЦ АН СССР, 1986. — С.15-18.
5. Gasteruption daisyi и Aulacus jeoffreyi — новые виды эваниодов из Ср. Азии и Д.Востока. / Зоолог.журнал.1993. Т. 72. Вып.11. — С. 152—154.
6. К познанию церафроноидных наездников (Hymenoptera, Ceraphronoidea) фауны Вьетнама // Труды ЗИН РАН, 1994. Т. 257. — С. 149—165.
7. Надсем. Ceraphronoidea. В кн.: Определитель насекомых Дальнего Востока России. Т. IV. Владивосток. 1995. Сем. Megaspilidae. — С. 24-33; Сем. Ceraphronidae. — С. 33-37.
8. Надсем. Evanioidea. В кн.: Определитель насекомых Дальнего Востока России. Т. IV. Владивосток. 1995. — С. 37-38. Сем. Aulacidae. — С. 38-40; Сем. Gasteruptiidae. — С. 40- 43; Сем. Evaniidae. — С. 43-45.
9. Conostigmus antiqus sp.n., a fossil ceraphronid species from Baltic amber // Amber and fossil. 1995. N 1. — P. 23-25.
10. Myrmecophily among proctotrupoid and ceraphronoid wasps (Hym-ra., Proc-dea, Ceraphronoidea) // Proceeding of the International Colloquia on Social Insects. Socium. St.Peterb., 1997. V. 3-4. — P. 59-64.
11. A new oddly-coloured species of Ceraphron Jurine from Mexico (Hymenoptera, Ceraphronoidea) (with V. A. Trjapitzin). // Zoosystematica Rossica. 1997. 6 (1/2). — P. 234.
12. Сeraphronoid wasps of the fauna of the Ukraine. Communication 1. // Vestnik zoologii. № 35 (3). 2001. -P. 3-16 (with T.D.Radchenko).
13. Инфраотряд Ceraphronomorpha. В кн. Аннотированный каталог насекомых Дальнего востока России. Т.1. Перепончатокрылые. Владивосток: Дальнаука, 2012. — С. 121—123.
14. Parevania flavofacies sp.n., a new species of ensign wasps (Hymenoptera: Evaniidae) from North Vietnam // Russian Entomol. Journal. — 2025. Vol.34. No.1. — P. 106—108.

### Основные книги и монографии по истории
1. О неизвестной постройке архитектора Н. А. Львова. Церковь Воскресения Христова в с. Матренине. В кн. Памятники культуры. Новые открытия. (соавтор А. Б. Никитина). — Л. Наука. 1994. — С. 435—448.
2. Моя малая Родина. Пособие по краеведению. Орехово-Зуево, 1998. — 455 с. (соавтор В. С. Лизунов)[7]
3. Графы Воронцовы и Воронцовы-Дашковы в истории России. — М.: Центрполиграф, 2002. — 477 c.
4. Андреевское. — Владимир, 2005. — 48 с.
5. Графы Воронцовы. История древнего рода. — Орехово-Зуево: РИО МГОГИ, 2013. −124 с.
6. Взвод пешей разведки. — Петушки, 2016. — 223 с. (соавтор Шубина Н. Г.)[8]
7. Контр-адмирал Степан Петрович Хметевский (2-е издание, дополненное). Орехово-Зуево, 2015. — 86 с.
8. Графы Воронцовы. В кн. Титулы, звучащее в веках. — М.: Вече, 2017. — С. 105—162.
9. Волок на Дроздне. Орехово-Зуево, 2017. — 52 с.
10. Затянувшаяся командировка А. С. Пушкина // Культурное наследие России, 2016, № 4 (15) — C.37—43[9]:
11. Генерал-майор А. М. Всеволожский. — Владимир, 2023. — 36 с.
12. Полковая разведка: война за линией фронта — Владимир: Транзит-ИКС, 2020. — 213 с. (соавтор Шубина Н. Г.)
13. Храм Богоявления села Крутец. — Владимир, 2023. — 76 с.
14. Адмирал Г. А. Спиридов. — Переславль-Залесский, 2025. — 150 с.

### Учебные пособия и научно-популярные издания
1. Лучезарный аполлон. — М.: Школа-пресс, 1995. −304 с. (соавтор Бабенко В. Г.)
2. Атлас бабочек. Москва. Росмэн. 2003. — 74 с. (соавтор Бабенко В. Г.)
3. Насекомые. В кн. Малая детская энциклопедия. Биология — М.: РЭТ, 2003. — С. 211—268.
4. Мифы и животные — М.: Росмэн. 2004. — 128 с. (соавтор Бабенко В. Г.)
5. Членистоногие. Ракообразные. Паукообразные. Учебное издание из серии «Темы школьного курса»). М.: Дрофа, 2004. — 48 с. (соавторы Бабенко В. Г., Сонин Н. И.).
6. Членистоногие. Насекомые. (Учебное издание из серии «Темы школьного курса»). — М.: Дрофа. 2004. — 91 с. (соавторы Бабенко В. Г., Сонин Н. И.).
7. Простейшие. Губки. Кишечнополостные. Плоские черви. Круглые черви. Учебное издание из серии «Темы школьного курса») — М.: Дрофа, 2005. — 75 с. (соавторы Бабенко В. Г., Сонин Н. И.).
8. Птицы в мифах и легендах. (серия «Исторический альбом») — М.:"Дрофа". 2005. — 240 с. (соавтор Бабенко В. Г.).
9. Бабочки в мифах и легендах. — М.: «Дрофа». 2006. — 192 с.
10. Введенская Островная пустынь. — М., 2008. — 184 с.
11. Родословие. — Орехово-Зуево, 2009. — 176 с.
12. И. И. Левитан на Владимирской земле. — С-Петербург., изд. АВАК. — 2010.-184 с. (соавторы Савинова Е. Н., Дроздов М. С., Косярумов В. И.)
13. Бабочки средней полосы России. — М.: Фитон+, 2013. — 144 с. (соавтор с Бабенко В. Г.)
14. Зоогеография. Курс лекций. — Орехово-Зуево, 2013. — 240 с. (соавтор — Бабенко В. Г.).
15. Русская царица — Евдокия Лукьяновна Стрешнева. — М.: Грани успеха, 2013. — 92 с. (соавтор Шукшина С. П.)
16. Подводный мир М.: АСТ, 2014. — 42 с. (соавтор Бабенко В. Г.).
17. Наши учителя. Первые преподаватели-биологи ОЗПИ — Орехово-Зуево, 2017.- 101 с.
18. Время, в котором мы жили. — Полоцк, 2018. — 32 с.
19. Протоиерей Андрей Тетерин. — Петушки, 2018. — 84 с.
20. Акулы (Энциклопедия). — М.: СИМБАТ, 2018.- 48 с.
21. Словарь терминов по зоологии беспозвоночных. Изд.2-е, дополненное. Орехово-Зуево, 2019. — 52 с.
22. Моря и океаны. — М.: СИМБАТ, 2019. — 64 с.
23. Земля Петушинская от древности до наших дней — Владимир: Калейдоскоп, 2019 −160 с.
24. Самые опасные пауки и насекомые (Энциклопедия) — М.: СИМБАТ, 2021 — 48 с.
25. Как найти свои родовые корни. — М.: Грани успеха, 2022. — 80 с.
26. Животные Красной книги — М.: СИМБАТ, 2022. — 256 с.
27. Рептилии и амфибии. Гекконы, лягушки и вараны. — М.: СИМБАТ, 2023. — 48 с.
28. Реки России. Ока и Клязьма. — М.: Грани успеха, 2023. −112 с.